# Čierny Potok
Čierny Potok (in ungherese: Feketepatak) è un comune della Slovacchia facente parte del distretto di Rimavská Sobota, nella regione di Banská Bystrica.